# 荔枝颂
荔枝颂是一首由著名粤剧艺术家红线女演唱的粤曲。1957年，红线女到莫斯科参加第6届世界青年与学生和平友谊联欢节，在其中“东方古典歌曲比赛”中，她凭借《荔枝颂》、《昭君出塞》，获得一枚金质奖章，也是广东粤剧界的第一枚金质奖章。

## 演唱者
红线女，原名邝健廉，粤剧表演艺术家、粤剧红派表演艺术创始人。她曾被周恩来誉为“南国红豆”。2009年10月11日荣获“中国戏剧终身成就奖”。